# Phạm Tiến Dũng (nhạc sĩ)
Phạm Tiến Dũng (sinh ngày 8 tháng 9 năm 1984) là nhạc sĩ người Việt Nam. Ông là tác giả của ca khúc "Tự hào Doanh nhân Việt Nam", đoạt giải Nhất trong Cuộc thi sáng tác ca khúc "Hào khí Doanh nhân Việt Nam" do Liên đoàn Thương mại và Công nghiệp Việt Nam (VCCI) phối hợp với Hội Nhạc sĩ Việt Nam tổ chức. Ca khúc này chính thức được chọn làm ca khúc truyền thống của giới doanh nhân Việt Nam.
Ngoài ra, ông còn sáng tác nhiều ca khúc khác, trong đó có các tác phẩm đạt giải thưởng như "Bản hùng ca Công an Thành phố Hồ Chí Minh" và "Chúng tôi là Công an nhân dân". Ông cũng là tác giả của các ca khúc truyền thống cho câu lạc bộ Doanh nhân Nam Định và Doanh nhân họ Phạm Việt Nam. Tự hào Nữ Doanh nhân Việt Nam. Vẻ vang Doanh nhân Cựu chiến binh Việt Nam. Bài ca Hiệp hội Doanh nghiệp Thành phố Hồ Chí Minh.

## Tiểu sử
Phạm Tiến Dũng sinh năm 1984 tại Nam Trực, Nam Định. Ông theo đuổi niềm đam mê âm nhạc từ nhỏ, sau khi học hết trung học phổ thông ông theo học chầu văn tại Trung tâm Nghiên cứu và Bảo tồn đạo mẫu. Sau đó chuyển vào Thành phố Hồ Chí Minh, ông học sáng tác tại Hội Âm Nhạc Thành phố Hồ Chí Minh, ông đi theo con đường sáng tác chuyên nghiệp từ năm 2014 và là học trò của nghệ sĩ nhân dân Thế Hiển, ngoài sáng tác âm nhạc ông còn làm việc trong lĩnh vực tổ chức các sự kiện liên quan đến Doanh nhân Doanh nghiệp. Hiện tại ông là nhạc sĩ tại Đoàn nghệ thuật TVC Việt Nam và là hội viên Hội Âm nhạc Thành phố Hồ Chí Minh. Ông cũng tham gia hoạt động trong cộng đồng người Nam Định tại Thành phố Hồ Chí Minh.
Đến nay ông đã sáng tác tổng cộng 128 ca khúc, như “Tự hào doanh nhân Việt Nam”, “Chúng tôi là Công an nhân dân”, “Bản hùng ca Thành phố Hồ Chí Minh”, “Thành phố tôi yêu”, “Tình yêu nơi đảo xa”, “Du xuân đất nước cùng em”, “Em là tất cả Trường Sa ơi”, “Tự hào Nữ Doanh nhân Việt Nam”.

## Thành tựu
- Ca khúc Tự hào doanh nhân Việt Nam. Giải Nhất Cuộc thi sáng tác ca khúc “Hào khí Doanh nhân Việt Nam” do Liên đoàn Thương mại và Công nghiệp Việt Nam phối hợp với Hội Nhạc sĩ Việt Nam tổ chức.[3] Bài hát được chọn làm bài hát truyền thống của Doanh nhân Việt Nam.[8][9]
- Tự hào nữ doanh nhân Việt Nam đạt giải C tại Liên hoan ca khúc Doanh nhân, Doanh nghiệp toàn quốc năm 2024.[18][19]
- Ca khúc Bản hùng ca Công an Thành phố Hồ Chí Minh, đạt giải A, Liên hoan tiếng hát toàn ngành khu vực 2, tổ chức tại Đà Nẵng.[12]
- Ca khúc Chúng tôi là Công an nhân dân, đạt giải C. Cuộc vận động sáng tác ca khúc kỉ niệm 75 năm khắc ghi lời Bác do Bộ Công an phát động.[14]
- Ca khúc Tự hào doanh nhân Nam Định, ca khúc truyền thống của CLB Doanh nhân Nam Định.
- Ca khúc Doanh nhân họ Phạm việt Nam,  ca khúc truyền thống. của Doanh nhân họ Phạm Việt Nam.[15]
- Ca khúc Tự hào Dệt may Việt Nam, đạt giải B tại Liên hoan ca khúc tôn vinh Doanh nhân, Doanh nghiệp năm 2024.[20][21]
- Giải thưởng Báo chí: Nghĩa tình Ba Huân, đạt giải B tại Chương trình Bình chọn các tác phẩm báo chí viết về doanh nhân, doanh nghiệp và phát triển môi trường kinh doanh bền vững năm 2024.[22]